# Division de la Kanawha
La division de la Kanawha est une division de l'armée de l'Union dont on peut tracer l'origine à une brigade initialement commandé par Jacob D. Cox. Cette division a servi en Virginie-Occidentale et au Maryland et a été, à certains moments, dirigée par des personnalités célèbres comme George Crook et Rutherford B. Hayes.

## Histoire

### Brigade de la Kanawha
Le 1er juillet 1861, le brigadier général Jacob D. Cox prend le commandement d'une brigade, composée de régiments de volontaires de l'Ohio. Il intitule son commandement la « brigade de la Kanawha » en référence à son service dans la vallée de la Kanawha en Virginie occidentale. La brigade devient une partie du nouveau district de la Kanawha, dont les deux unités sont commandés par Cox. Cox et la brigade prend part à la bataille de Princeton Court House en 1861.

### Deuxième Bull Run
En 1862, l'unité grossit jusqu'à la taille d'une division. Dès juin 1862, l'appellation de « division de la Kanawha » est officiellement utilisée pour servir dans le département de la montagne. En préparation de la deuxième bataille de Bull Run qui s'annonce, Cox et la division de la Kanawha sont transférés dans l'Armée de Virginie. Seule une brigade sous le commandement du colonel Eliakim P. Scammon (en) est impliquée dans le combat et seulement lors d'un combat préliminaire près du pont de Bull Run, le 27 août 1862. À la suite de la deuxième bataille de Bull Run, la division de la Kanawha est transférée aux défenses de Washington dont Cox a pris le commandement à son arrivée à Washington.

### Campagne du Maryland
Pendant la campagne du Maryland, la division de la Kanawha est retirée de Washington et rattachée au IX corps. La division est composée de deux brigades commandées par les colonels Eliakim P. Scammon et Augustus Moor. Cox reste au commandement et dirige la division lors de la bataille de South Mountain. Des jours avant la bataille d'Antietam, un changement de commandement se produit. Le général Ambrose E. Burnside a récemment pris le commandement du IX corps, mais pendant la campagne du Maryland a été promu en tant que commandant d'« aile », ayant sous ses ordres le IX corps et le I corps. Le général Jesse L. Reno agit en tant que commandant du IX corps, mais à sa mort à South Mountain, Jacob Cox étant le général de rang le plus élevé dans le corps remplace Reno au commandement. Le colonel Scammon, bien que seulement colonel, est l'officier le plus ancien dans le rang et prend le commandement de la division de la Kanawha. À Antietam, Burnside continue de tenir son rôle de commandant d'aile, même si les deux corps de son aile sont de part et d'autre du champ de bataille. Burnside reste avec son ancien corps et choisit de maintenir Cox au commandement du corps, créant un lien supplémentaire et inutile dans la chaîne de commandement. Les deux bridages de la division de la Kanawha sont maintenant commandées par le colonel Hugh Ewing (remplaçant Scammon) et le colonel George Crook (remplaçant Moor, qui a été capturé le 13 septembre 1862). La brigade de Crook traverse le pont de Burnside (en) en soutien de la division de Samuel D. Sturgis pendant que la brigade d'Ewing traverse l'Antietam Creek à Snavely’s Ford en soutien d'Isaac P. Rodman.

### Virginie-Occidentale et le raid de Morgan
Après Antietam, Cox est transféré pour servir dans le département de l'Ohio et la division de la Kanawha retourne en Virginie occidentale. George Crook remplace Scammon au commandement de la division pendant l'hiver 1862/1863 jusqu'à ce qu'il soit aussi transféré plus à l'ouest, moment où Scammon reprend le commandement. Au moment où Scammon reprend le commandement, la division perd sa désignation officielle de « division de la Kanawha » et est maintenant désignée comme la 3rd division dans le département de Virginie occidentale. Cette période marque un temps de relative inactivité pour la division. Le combat est dévolu aux opérations de guérilla contre les partisans confédérés, particulièrement celles de John S. Mosby. Une unité notable qui se révèle à ce moment est les « éclaireurs de Blazer (en) », créée par le colonel Carr B. White (en). Un des commandants de brigade de la division, le colonel Rutherford B. Hayes, méprise Scammon pour sa nature précautionneuse et l'inactivité qui en résulte. Quand George Crook reprend le commandement de la division en 1864, Hayes salue le nouveau commandant agressif.

### Cloyd’s Mountain
Crook prend le commandement de la division de la Kanawha en février 1864. À ce moment, seuls quelques régiments restent de la division de la Kanawha d'origine qui a combattu à South Mountain et la division est officiellement désignée comme la 2d division du département de Virginie-Occidentale. La division comprend trois brigades commandées respectivement par les colonels Rutherford Hayes, Carr B. White et Horatio G. Sickel (en). Les régiments de l'Union de Virginie-Occidentale sont dispersés dans les trois brigades, les régiments en provenance de l'Ohio sont répartis entre Hayes et White et deux régiments de Pennsylvanie sont ajoutés avec l'arrivée du colonel Sickel. Crook mène la division lors de la bataille de Cloyd's Mountain et ensuite rejoint l'armée de David Hunter pour la bataille de Lynchburg.

### Armée de la Kanawha et armée de Virginie-Occidentale
Le 2 juillet 1864, George Crook prend le commandement de ce qu'il appelle l'armée de la Kanawha. À ce moment, Crook commande personnellement les 1st et 2d divisions de la « Kanawha » de son armée. À la fin de juillet 8164, Joseph Thoburn (en) assure le commandement de la 1st division et Isaac Harding Duval celui de la 2d division. Une troisième division d'infanterie et deux divisions de cavalerie sont ajoutées. Crook mène son armée de courte durée lors de la seconde bataille de Kernstown. Le 8 août 1864, Crook renomme ses forces l'armée de Virginie-Occidentale. L'« armée » de Crook rejoint les forces de Philip H. Sheridan en dehors de Winchester, Virginie sous les couleurs du VIII corps. Le colonel Duval continue au commandement de la division de la Kanawha à la bataille d'Opequon et est maintenu initialement en réserve. À l'instant critique du combat, la division est appelée à l'avant et la brigade du colonel Hayes lance une charge contre le flanc confédéré. Pendant le combat, le colonel Duval est blessé et Hayes assure le commandement de la division de la Kanawha. À Opequon, la division a deux brigades, initialement commandées par les colonels Hayes et Daniel Johnson. Le colonel Hiram Devol succède à Hayes au commandement de la 1st brigade et le lieutenant colonel Benjamin F. Coates remplace Johnson blessé au commandement de la 2d brigade pendant le combat.
Malgré les demandes de plusieurs brigadiers généraux pour commander la division de la Kanawha, Crook décide de garder Hays à son commandement, à la plus grande joie du politicien de l'Ohio. Hayes et Crook aident à coordonner l'attaque de flanc réussie lors de la bataille de Fisher's Hill effectuée par la division de Hayes. À la bataille de Cedar Creek, l'armée entière de l'Union est prise par surprise par une attaque des confédérés et le commandement entier de Crook supporte le poids de l'assaut initial. Hayes est blessé et échappe de peu à la capture. Malgré la piètre prestation de Hayes et de la division de la Kanawha, les succès précédents dans la campagne assurent que leurs réputations ne soient pas flétries. Hayes reste au commandement de la division de la Kanawha jusqu'en décembre 1864. Cedar Creek restera son dernier combat majeur de la guerre..

## Historique des commandements
| Commandant                | Date                            | Désignation officielle                               | Batailles principales                              |
| ------------------------- | ------------------------------- | ---------------------------------------------------- | -------------------------------------------------- |
| BG Jacob D. Cox           | 1er - 25 juillet 1861           | Bigrade de la Kanawha Brigade, Département de l'Ohio |                                                    |
| BG Jacob D. Cox           | 25 juillet- 11 octobre 1861     | Brigade de la Kanawha, armée d'occupation            |                                                    |
| BG Jacob D. Cox           | 11 octobre 1861- 26 juin 1862   | Brigade de la Kanawha, District de la Kanawha        | Bataille de Princeton Court House                  |
| BG Jacob D. Cox           | 26 juin - 30 août 1862          | Division de la Kanawha, Army of Virginia             | Seconde bataille de Bull Run                       |
| BG Jacob D. Cox           | 30 août - 7 septembre 1862      | Division de la Kanawha, Défenses de Washington       |                                                    |
| BG Jacob D. Cox           | 7 -14 septembre 1862            | Division de la Kanawha, IX Corps                     | Bataille de South Mountain                         |
| Col Eliakim Scammon       | 14 septembre- octobre 1862      | Division de la Kanawha, IX Corps                     | Bataille d'Antietam                                |
| BG George Crook           | octobre 1862- 21 janvier 1863   | Division de la Kanawha, Département de l'Ohio        |                                                    |
|                           | 21 janvier- 27 mars 1863        | Division de la Kanawha, Département de l'Ohio        |                                                    |
| BG Eliakim Scammon        | 27 mars 1863 - 3 février 1864   | 3rd Division, Département de Virginie-Occidentale    | Raid de Morgan                                     |
| BG George Crook           | 3 février - 28 avril 1864       | 3rd Division, Département de Virginie-Occidentale    |                                                    |
| BG George Crook           | 28 avril - 2 juillet 1864       | 2d Division, Département de Virginie-Occidentale     | Bataille de Cloyd's Mountain                       |
| BG George Crook           | 2 - 22 juillet 1864             | 2d Division, armée de la Kanawha                     |                                                    |
| Col Isaac H. Duval        | 22 juillet - 8 août 1864        | 2d Division, armée de la Kanawha                     | Seconde bataille de Kernstown                      |
| Col Isaac H. Duval        | 8 août - 19 septembre 1864      | 2d Division, armée de la Kanawha                     | Bataille d'Opequon                                 |
| Col Rutherford Hayes      | 19 septembre - 24 décembre 1864 | 2d Division, armée de Virginie-Occidentale           | Bataille de Fisher's Hill, Bataille de Cedar Creek |
| Col Isaac H. Duval        | 24 décembre 1864 - janvier 1865 | 2d Division, armée de Virginie-Occidentale           |                                                    |
| BG Joseph A. J. Lightburn | janvier 1865 - 22 mai 1865      | 2d Division, armée de Virginie-Occidentale           |                                                    |
| BG William P. Carlin      | 22 mai 1865 - -juillet 1865     | 2d Division, armée de Virginie-Occidentale           | unités libérées                                    |

## Unités
Ces régiments ont combattu dans la division de la Kanawha de South Mountain à Cedar Creek
- 12th Ohio Infantry (en)
- 23rd Ohio Infantry (en) (membres célèbres : Eliakim P. Scammon (en), Rutherford B. Hayes, James Comly (en) et William McKinley)
- 36th Ohio Infantry (membre célèbre : George Crook)
- 1st Ohio Artillery